# Cueva del Hierro
Cueva del Hierro ist ein Ort und eine zentralspanische Gemeinde (municipio) mit 25 Einwohnern (Stand: 2024) im Norden der Provinz Cuenca in der Autonomen Region Kastilien-La Mancha. 

## Lage und Klima
Cueva del Hierro liegt auf der Westseite des Iberischen Gebirges in einer Höhe von ca. 1335 m. Die Provinzhauptstadt Cuenca befindet sich gut 63 Kilometer (Fahrtstrecke) südsüdwestlich. Das Klima im Winter ist gemäßigt, im Sommer dagegen warm bis heiß. Regen (693 mm/Jahr) fällt das ganze Jahr über.

## Bevölkerungsentwicklung
| Jahr      | 1970 | 1981 | 1991 | 2001 | 2011 | 2021 |
| Einwohner | 106  | 53   | 54   | 42   | 39   | 35   |

## Sehenswürdigkeiten
- Reste eines römischen Bergwerks
- Kirche der Unbefleckten Empfängnis